# Lac du Mercantour
Le lac du Mercantour est situé dans la partie centrale du massif du Mercantour à 2 454 m d'altitude.